# Copa Rommel Fernández 2021
La Copa Rommel Fernández 2021 fue la duodécima tercera y última temporada desde la creación de la tercera división de Panamá, bajo este nombre. El torneo lo disputan 24 equipos aficionados de cada una de las once (11) Ligas Provinciales que conforman la Federación Panameña de Fútbol (FEPAFUT) más el campeón y subcampeón de la Liga Distritorial de San Miguelito. El torneo comenzó el 17 de julio de 2021.

## Formato de competencia
Los equipos participantes se dividen en tres zonas geográficas.
La Zona 1 está conformada por dos grupos y en los que se incluyen los equipos representativos de las Ligas Provinciales de Panamá Este, Darién, Colón y Panamá Oeste, el campeón y subcampeón de la Liga Distritorial de San Miguelito, así como el equipo que desciende de la Liga Nacional de Ascenso (Segunda División).
La Zona 2, conformada por los equipos de las Ligas Provinciales de Coclé, Herrera, Los Santos y Veraguas.
La Zona 3 en la que juegan los equipos de las Ligas Provinciales de Chiriquí, Chiriquí Occidente y Bocas del Toro.

## Equipos participantes
A continuación los equipos participantes, ordenados por Liga Provincial.
| Nombre                | Liga Provincial                    | Sede             | Estadio                       | Capacidad |
| --------------------- | ---------------------------------- | ---------------- | ----------------------------- | --------- |
| Halcones FC           | Bocas del Toro                     | Changuinola      | Finca 11                      |           |
| Filipenses FC         | Bocas del Toro                     | Changuinola      | Finca 11                      |           |
| Atlético Penonomé     | Coclé                              | Penonomé         | Estadio Virgilio Tejeira      | 700       |
| Límite FC             | Coclé                              | Rio Hato         | Estadio Virgilio Tejeira      | 700       |
| Deportivo Río         | Colón                              | Colón            | Estadio Armando Dely Valdés   | 1 221     |
| La Loma FC            | Colón                              | Palmas Bellas    | Estadio Armando Dely Valdés   | 1 221     |
| Atlético Junior       | Chiriquí                           | David            | Estadio San Cristóbal         | 2 400     |
| Deportivo Altamira FC | Chiriquí                           | David            | Estadio San Cristóbal         | 2 400     |
| Niupi FC              | Chiriquí Occidente                 | Puerto Armuelles | El Palmar                     | ?         |
| Palmar FC             | Chiriquí Occidente                 | Puerto Armuelles | El Palmar                     | ?         |
| Santa Fé Por Cristo   | Darién                             | Metetí           | Cancha Santa Fe               | ?         |
| Independiente Darién  | Darién                             | Metetí           | Cancha Santa Fe               | ?         |
| Academia Junior       | Herrera                            | Chitré           | Estadio Los Milagros          | 1 000     |
| Santo Domingo FC      | Los Santos                         | Las Tablas       | Carmelo Cedeño                | ?         |
| Nuevo Tocumen         | Los Santos                         | Los Santos       | Carmelo Cedeño                | ?         |
| CD Istmeño            | Panamá Este                        | Panamá           | Estadio Cascarita Tapia       | 900       |
| FC Dinámicos Jr.      | Panamá Este                        | Chepo            | Estadio Cascarita Tapia       | 900       |
| AF Nuevo Chorrillo    | Panamá Oeste                       | Arraiján         | Estadio "Muquita" Sánchez     | 3 000     |
| AD Veracruz           | Panamá Oeste                       | Arraiján         | Estadio "Muquita" Sánchez     | 3 000     |
| Dínamo FC             | Veraguas                           | Montijo          | Complejo Deportivo de Atalaya | 700       |
| Divino Niño FC        | Veraguas                           | La Mesa          | Complejo Deportivo de Atalaya | 700       |
| AD Panamá Viejo       | Liga Distritorial de San Miguelito | Panamá Viejo     | Cancha Cascarita Tapia        | 900       |
| Club Deportivo Rex    | Liga Distritorial de San Miguelito | San Miguelito    | Cancha Cascarita Tapia        | 900       |

## Primera Fase

### Zona 1

#### Grupo A
|    | Equipos              | PJ | G | E | P | GF | GC | Dif. | Pts. |
| -- | -------------------- | -- | - | - | - | -- | -- | ---- | ---- |
| 1. | AF Nuevo Chorrillo   | 4  | 3 | 1 | 0 | 14 | 7  | +7   | 10   |
| 2. | AD Panamá Viejo      | 4  | 2 | 1 | 1 | 10 | 8  | +2   | 7    |
| 2. | Deportivo Río        | 4  | 2 | 0 | 2 | 7  | 5  | +2   | 6    |
| 3. | Independiente Darién | 4  | 1 | 1 | 2 | 10 | 14 | -4   | 4    |
| 5. | CD Istmeño           | 4  | 0 | 1 | 3 | 3  | 9  | -6   | 1    |

| Partido n.º | Día          | Hora  | Equipo local         | Resultado | Equipo visitante     | Estadio (Ciudad)                |
| ----------- | ------------ | ----- | -------------------- | --------- | -------------------- | ------------------------------- |
| 1           | 17 de julio  | 16:00 | Deportivo Río        | 3:1       | CD Istmeño           | Armando Dely (Colón)            |
| 2           | 18 de julio  | 12:00 | Nuevo Chorrillo      | 6:3       | Independiente Darién | "Cascarita" Tapia (Panamá)      |
| 3           | 24 de julio  | 16:00 | Panamá Viejo         | 1:0       | Deportivo Río        | "Cascarita" Tapia (Panamá)      |
| 4           | 25 de julio  | 11:00 | Independiente Darién | 2:1       | CD Istmeño           | Santa Fé (Darién)               |
| 5           | 31 de julio  | 16:00 | Deportivo Río        | 3:1       | Independiente Darién | Armando Dely (Colón)            |
| 6           | 1 de agosto  | 12:00 | Nuevo Chorrillo      | 4:1       | Panamá Viejo         | "Muquita" Sánchez (La Chorrera) |
| 7           | 8 de agosto  | 16:00 | CD Istmeño           | 2:2       | Nuevo Chorrillo      | "Cascarita" Tapia (Panamá)      |
| 8           | 8 de agosto  | 16:00 | Independiente Darién | 4:4       | Panamá Viejo         | Santa Fé (Darién)               |
| 9           | 14 de agosto | 12:00 | Nuevo Chorrillo      | 2:1       | Deportivo Río        | "Muquita" Sánchez (La Chorrera) |
| 10          | 15 de agosto | 9:00  | Panamá Viejo         | 4:0       | CD Istmeño           | "Cascarita" Tapia (Panamá)      |

#### Grupo B
|    | Equipos                 | PJ | G | E | P | GF | GC | Dif. | Pts. |
| -- | ----------------------- | -- | - | - | - | -- | -- | ---- | ---- |
| 1. | FC Dinámicos Jr         | 4  | 3 | 0 | 1 | 13 | 6  | +7   | 9    |
| 2. | AD Veracruz             | 4  | 3 | 0 | 1 | 7  | 4  | +3   | 9    |
| 3. | CD Rex                  | 4  | 2 | 1 | 1 | 6  | 4  | +2   | 7    |
| 4. | La Loma FC              | 4  | 0 | 2 | 2 | 6  | 11 | -5   | 2    |
| 5. | Santa Fe Para Cristo FC | 4  | 0 | 1 | 3 | 3  | 10 | -7   | 1    |

| Partido n.º | Día          | Hora  | Equipo local  | Resultado | Equipo visitante | Estadio (Ciudad)                |
| ----------- | ------------ | ----- | ------------- | --------- | ---------------- | ------------------------------- |
| 1           | 17 de julio  | 11:00 | Loma FC       | 2:6       | Dinámico Jr.     | Cancha Icacal (Colón)           |
| 2           | 18 de julio  | 9:00  | Deportivo Rex | 3:1       | Santa Fé PC      | "Cascarita" Tapia (Panamá)      |
| 3           | 24 de julio  | 16:00 | Loma FC       | 1:1       | Deportivo Rex    | Armando Dely (Colón)            |
| 4           | 25 de julio  | 8:00  | Santa Fé PC   | 0:1       | Veracruz         | Santa Fé (Darién)               |
| 5           | 31 de julio  | 11:00 | Veracruz      | 2:1       | La Loma          | "Cascarita" Tapia (Panamá)      |
| 6           | 1 de agosto  | 9:00  | Deportivo Rex | 2:0       | Dinámo Jr.       | "Cascarita" Tapia (Panamá)      |
| 7           | 8 de agosto  | 16:00 | Dinámo Jr.    | 3:2       | Veracruz         | "Cascarita" Tapia (Panamá)      |
| 8           | 8 de agosto  | 12:00 | Santa Fé PC   | 2:2       | La Loma          | Santa Fé (Darién)               |
| 9           | 14 de agosto | 15:00 | Veracruz      | 2:0       | Deportivo Rex    | "Muquita" Sánchez (La Chorrera) |
| 10          | 15 de agosto | 12:00 | Dinámo Jr.    | 4:0       | Santa Fé PC      | "Cascarita" Tapia (Panamá)      |

### Zona 2

#### Grupo A
|    | Equipos         | PJ | G | E | P | GF | GC | Dif. | Pts. |
| -- | --------------- | -- | - | - | - | -- | -- | ---- | ---- |
| 1. | Atl. Penonomé   | 3  | 3 | 0 | 0 | 11 | 3  | +8   | 9    |
| 2. | Academia Júnior | 3  | 2 | 0 | 1 | 17 | 5  | +12  | 6    |
| 3. | Nuevo Tocumen   | 3  | 1 | 0 | 2 | 5  | 9  | -4   | 3    |
| 4. | Divino Niño FC  | 3  | 0 | 0 | 3 | 4  | 20 | -16  | 0    |

| Partido n.º | Día          | Hora  | Equipo local      | Resultado | Equipo visitante  | Estadio (Ciudad)            |
| ----------- | ------------ | ----- | ----------------- | --------- | ----------------- | --------------------------- |
| 1           | 31 de julio  | 13:00 | Divino Niño       | 1:2       | Nuevo Tocumen     | Atalaya (Veraguas)          |
| 2           | 31 de julio  | 15:00 | Atlético Penonomé | 2:0       | Academia Junior   | Virgilio Tejeira (Coclé)    |
| 3           | 7 de agosto  | 13:00 | Nuevo Tocumen     | 1:4       | Atlético Penonomé | Carmelo Cedeño (Las Tablas) |
| 4           | 7 de agosto  | 16:00 | Academia Junior   | 13:1      | Divino Niño       | Los Milagros (Chitré)       |
| 5           | 14 de agosto | 12:00 | Atlético Penonomé | 5:2       | Divino Niño       | Virgilio Tejeira (Coclé)    |
| 6           | 14 de agosto | 16:00 | Nuevo Tocumen     | 2:4       | Academia Junior   | Carmelo Cedeño (Las Tablas) |

#### Grupo B
|    | Equipos          | PJ | G | E | P | GF | GC | Dif. | Pts. |
| -- | ---------------- | -- | - | - | - | -- | -- | ---- | ---- |
| 1. | Límite FC        | 2  | 1 | 1 | 0 | 4  | 3  | +1   | 4    |
| 2. | Dinamo FC        | 2  | 1 | 1 | 0 | 3  | 2  | +1   | 4    |
| 3. | Santo Domingo FC | 2  | 0 | 0 | 2 | 3  | 5  | -2   | 0    |

| Partido n.º | Día          | Hora  | Equipo local  | Resultado | Equipo visitante | Estadio (Ciudad)            |
| ----------- | ------------ | ----- | ------------- | --------- | ---------------- | --------------------------- |
| 1           | 31 de julio  | 15:30 | Dinamo FC     | 2:1       | Santo Domingo    | Atalaya (Veraguas)          |
| 2           | 7 de agosto  | 15:30 | Santo Domingo | 2:3       | Límite           | Carmelo Cedeño (Las Tablas) |
| 3           | 14 de agosto | 15:00 | Límite        | 1:1       | Dinamo           | Virgilio Tejeira (Coclé)    |

### Zona 3
|    | Equipos            | PJ | G | E | P | GF | GC | Dif. | Pts. |
| -- | ------------------ | -- | - | - | - | -- | -- | ---- | ---- |
| 1. | Palmar FC          | 5  | 3 | 2 | 0 | 15 | 6  | +9   | 11   |
| 2. | Deportivo Altamira | 5  | 3 | 2 | 0 | 9  | 6  | +3   | 11   |
| 3. | Atlético Junior    | 5  | 2 | 2 | 1 | 15 | 14 | +1   | 8    |
| 4. | Filipenses 4:13    | 5  | 2 | 1 | 2 | 10 | 14 | -4   | 7    |
| 5. | Halcones FC        | 5  | 0 | 2 | 3 | 15 | 18 | -3   | 2    |
| 6. | Niupi FC           | 5  | 0 | 1 | 4 | 8  | 13 | -5   | 1    |

| Partido n.º | Día          | Hora  | Equipo local    | Resultado | Equipo visitante | Estadio (Ciudad)         |
| ----------- | ------------ | ----- | --------------- | --------- | ---------------- | ------------------------ |
| 1           | 18 de julio  | 7:00  | Filipenses 4:13 | 0:1       | Altamira         | Finca 11 (Changuinola)   |
| 2           | 18 de julio  | 9:00  | Halcones        | 2:2       | Niupy            | Finca 11 (Changuinola)   |
| 3           | 18 de julio  | 10:00 | Palmar FC       | 4:2       | Atlético Junior  | Palmar (Chiriquí)        |
| 4           | 25 de julio  | 7:00  | Filipenses 4:13 | 3:2       | Halcones         | Finca 11 (Changuinola)   |
| 5           | 25 de julio  | 9:00  | Atlético Junior | 1:1       | Altamira         | San Cristóbal (Chiriquí) |
| 6           | 25 de julio  | 10:00 | Palmar FC       | 2:0       | Niupy            | Palmar (Chiriquí)        |
| 7           | 1 de agosto  | 9:00  | Atlético Junior | 2:2       | Filipenses 4:13  | San Cristóbal (Chiriqui) |
| 8           | 1 de agosto  | 13:00 | Palmar FC       | 2:2       | Halcones         | Palmar (Chiriquí)        |
| 9           | 1 de agosto  | 17:00 | Altamira        | 3:2       | Niupy            | San Cristóbal (Chiriquí) |
| 10          | 8 de agosto  | 11:00 | Filipenses 4:13 | 2:7       | Palmar           | Finca 11 (Bocas)         |
| 11          | 8 de agosto  | 11:00 | Niupi FC        | 2:3       | Atlético Junior  | Palmar (Chiriquí)        |
| 12          | 8 de agosto  | 11:00 | Altamira        | 4:3       | Halcones         | San Cristóbal (Chiriquí) |
| 13          | 15 de agosto | 9:00  | Niupi FC        | 2:3       | Filipense 4:13   | Palmar (Chiriquí)        |
| 14          | 15 de agosto | 9:00  | Atlético Junior | 7:5       | Halcones         | San Cristóbal (Chiriquí) |
| 15          | 15 de agosto | 13:00 | Palmar          | 0:0       | Altamira         | Palmar (Chiriquí)        |

## Segunda Fase

### Fase Final Zona 1
|  | Semifinales de Zona 1 | Semifinales de Zona 1 | Semifinales de Zona 1 |                    |                  | Final Zona 1     | Final Zona 1 | Final Zona 1 |  |
|  |                       |                       |                       |                    |                  |                  |              |              |  |
|  |                       |                       |                       |                    |                  |                  |              |              |  |
|  | Dinámicos Junior      | Dinámicos Junior      | 1 (3)                 |                    |                  |                  |              |              |  |
|  | Dinámicos Junior      | Dinámicos Junior      | 1 (3)                 |                    |                  |                  |              |              |  |
|  | AD Panamá Viejo       | AD Panamá Viejo       | 1 (2)                 |                    |                  |                  |              |              |  |
|  | AD Panamá Viejo       | AD Panamá Viejo       | 1 (2)                 |                    | Dinámicos Junior | Dinámicos Junior | 2 (10)       |              |  |
|  |                       |                       |                       |                    | Dinámicos Junior | Dinámicos Junior | 2 (10)       |              |  |
|  |                       |                       | AF Nuevo Chorrillo    | AF Nuevo Chorrillo | 2 (9)            |                  |              |              |  |
|  | AF Nuevo Chorrillo    | AF Nuevo Chorrillo    | AF Nuevo Chorrillo    | AF Nuevo Chorrillo | 2 (9)            | 5                |              |              |  |
|  | AF Nuevo Chorrillo    | AF Nuevo Chorrillo    |                       |                    |                  | 5                |              |              |  |
|  | AD Veracruz           | AD Veracruz           | 2                     |                    |                  |                  |              |              |  |
|  | AD Veracruz           | AD Veracruz           | 2                     |                    |                  |                  |              |              |  |
|  |                       |                       |                       |                    |                  |                  |              |              |  |

#### Semifinales Zona 1
| Semifinal; 29 de agosto de 2021; 10:00 | AF Nuevo Chorrillo | 1:1 (3:2 penales) | AD Veracruz | Estadio Agustín Sánchez, La Chorrera |  |

| Semifinal; 28 de agosto de 2021; 16:00 | Dinámicos Jr. | 5:2 | AD Panamá Viejo | Estadio Luis E. "Cascarita" Tapia, Panamá |  |

#### Final Zona 1
| Final; 4 de septiembre de 2021; 10:00 | Dinámicos Jr | 2:2 (10:9 penales) | AF Nuevo Chorrillo | Estadio Maracaná, Ciudad de Panamá |  |

| Campeón clasifica a la Gran Final 2021 Dinámicos Junior |

### Fase Final Zona 2 y 3
|  | Play-offs de zona 2 | Play-offs de zona 2 | Play-offs de zona 2 |                    |           | Semifinales de Zona 2 y 3 | Semifinales de Zona 2 y 3 | Semifinales de Zona 2 y 3 |   |  | Final | Final | Final |  |
|  |                     |                     |                     |                    |           |                           |                           |                           |   |  |       |       |       |  |
|  |                     |                     |                     |                    |           |                           |                           |                           |   |  |       |       |       |  |
|  | Atlético Penonomé   | Atlético Penonomé   | 1 (3)               |                    |           |                           |                           |                           |   |  |       |       |       |  |
|  | Atlético Penonomé   | Atlético Penonomé   | 1 (3)               |                    |           |                           |                           |                           |   |  |       |       |       |  |
|  | Dínamo FC           | Dínamo FC           | 1 (5)               |                    |           |                           |                           |                           |   |  |       |       |       |  |
|  | Dínamo FC           | Dínamo FC           | 1 (5)               |                    | Palmar FC | Palmar FC                 | 2 (0)                     |                           |   |  |       |       |       |  |
|  |                     |                     |                     |                    | Palmar FC | Palmar FC                 | 2 (0)                     |                           |   |  |       |       |       |  |
|  |                     |                     | Dínamo FC           | Dínamo FC          | 2 (3)     |                           |                           |                           |   |  |       |       |       |  |
|  |                     |                     | Dínamo FC           | Dínamo FC          | 2 (3)     |                           |                           |                           |   |  |       |       |       |  |
|  |                     |                     |                     |                    |           |                           |                           |                           |   |  |       |       |       |  |
|  |                     |                     |                     |                    |           |                           |                           |                           |   |  |       |       |       |  |
|  |                     |                     |                     |                    |           |                           | Dínamo FC                 | Dínamo FC                 | 1 |  |       |       |       |  |
|  |                     |                     |                     |                    |           |                           |                           |                           | 1 |  |       |       |       |  |
|  |                     |                     | Deportivo Altamira  | Deportivo Altamira | 2         |                           |                           |                           |   |  |       |       |       |  |
|  | Límite FC           | Límite FC           | Deportivo Altamira  | Deportivo Altamira | 2         | 0 (4)                     |                           |                           |   |  |       |       |       |  |
|  | Límite FC           | Límite FC           |                     |                    |           |                           |                           |                           |   |  |       |       |       |  |
|  | Academia Junior     | Academia Junior     | 0 (2)               |                    |           |                           |                           |                           |   |  |       |       |       |  |
|  | Academia Junior     | Academia Junior     | 0 (2)               |                    | Límite FC | Límite FC                 | 1                         |                           |   |  |       |       |       |  |
|  |                     |                     |                     |                    | Límite FC | Límite FC                 | 1                         |                           |   |  |       |       |       |  |
|  |                     |                     | Altamira FC         | Altamira FC        | 2         |                           |                           |                           |   |  |       |       |       |  |
|  |                     |                     | Altamira FC         | Altamira FC        | 2         |                           |                           |                           |   |  |       |       |       |  |
|  |                     |                     |                     |                    |           |                           |                           |                           |   |  |       |       |       |  |
|  |                     |                     |                     |                    |           |                           |                           |                           |   |  |       |       |       |  |
|  |                     |                     |                     |                    |           |                           |                           |                           |   |  |       |       |       |  |
|  |                     |                     |                     |                    |           |                           |                           |                           |   |  |       |       |       |  |

#### Play-Offs de Zona 2
| Play-Offs; 22 de agosto de 2021; 11:00 | Límite FC | 0:0 (5:4 penales) | Academia Junior | Estadio de Atalaya, Veraguas |  |

| Play-offs; 22 de agosto de 2021; 14:00 | Atlético Penonomé | 1:1 (3:5 penales) | Dínamo FC | Estadio de Atalaya, Veraguas |  |

#### Semifinales Zona 2 y 3
| Semifinal; 29 de agosto de 2021; 8:00 | Límite FC | 1:2 | Deportivo Altamira FC | Estadio San Cristóbal, Chiriquí |  |

| Semifinal; 29 de agosto de 2021; 11:00 | Palmar FC | 2:2 (0:3 penales) | Dínamo FC | Estadio San Cristóbal, Chiriquí |  |

#### Final de Zona 2 y 3
| Final; 3 de septiembre de 2021; 14:00 | Dínamo FC | 1:2 | Deportivo Altamira FC | Estadio Atalaya, Veraguas |  |

| Campeón clasifica a la Gran Final 2021 Deportivo Altamira FC |

### Gran Final
| Final; 12 de septiembre de 2021; 10:00 | FC Dinámicos Jr. | 6:0 | Deportivo Altamira | Estadio Agustín Sánchez, La Chorrera |  |

| Campeón Copa Rommel Fernández 2021 |
| ---------------------------------- |
|                                    |
| Dinámico Jr.                       |
| 1 ° Título                         |